# کرگی (جاسک)
کرگی (جاسک)، روستایی از توابع بخش مرکزی شهرستان جاسک در استان هرمزگان ایران است.

## جمعیت
این روستا در دهستان گابریک قرار دارد و براساس سرشماری مرکز آمار ایران در سال ۱۳۸۵، جمعیت آن ۱۹ نفر (۶خانوار) بوده‌است.